# Рождество в Коннектикуте (фильм, 1945)
«Рождество в Коннектикуте» (англ. Christmas in Connecticut) — американский кинофильм 1945 года, рождественская романтическая комедия американского режиссёра Питера Годфри с Барбарой Стэнвик, Деннисом Морганом и Сидни Гринстритом в главных ролях.

## Сюжет
Элизабет Лейн — автор популярной среди домохозяек журнальной колонки о еде и домашнем хозяйстве, периодически описывающая там «свою жизнь» с мужем и ребёнком на ферме в Коннектикуте. В реальной же жизни она — живущая в манхэттенской квартирке незамужняя нью-йоркская журналистка, никогда не жившая в сельской местности и практически не умеющая готовить, а использующая для колонки рецепты и полезные советы своего друга, повара Феликса Бассенака.
В один прекрасный день её издатель Александер Ярдли, не имеющий понятия об этих обстоятельствах, предписывает Элизабет в целях паблисити принять на своей ферме и провести рождественский ужин для него и вернувшегося с войны героя-моряка Джефферсона Джонса, который прочитал все выпуски её колонки, находясь в госпитале, и был столь впечатлён, что попросил медсестру написать письмо в издательство. Понимая, что раскрытие секрета грозит скандалом и увольнением, как минимум, ей самой и непосредственно работавшему с ней редактору Дадли Бичему, журналистка подчиняется и лихорадочно пытается найти выход. В отчаянии Элизабет соглашается выйти замуж за своего друга Джона Слоана, хозяина домика в Коннектикуте, несмотря на то, что она его не любит, а также просит Феликса помочь ей изобразить умелую хозяйку. Собравшись накануне Рождества на ферме Слоуна и «одолжив» ребёнка у соседей, Элизабет и Джон уговаривают местного судью Кроузерса немедленно провести бракосочетание, однако церемония прерывается прибытием Джефферсона. Элизабет и Джефферсон влюбляются друг в друга практически с первого взгляда, и их приязнь только усиливается, когда моряк, имевший опыт обращения с детьми своей сестры, помогает с трудом скрывающей неопытность девушке выкупать ребёнка. Тем не менее, он сдерживает себя от вмешательства в чужую жизнь, считая, что Элизабет несвободна.
Судья возвращается утром на Рождество, но церемония откладывается во второй раз, когда Феликс утверждает, что ребёнок проглотил его часы (признавшись впоследствии Элизабет, что солгал, чтобы остановить свадьбу). Когда Элизабет с друзьями посещают местное празднество, настоящая мать ребёнка приходит, чтобы забрать его домой. Ярдли оказывается свидетелем её ухода с ребёнком, ошибочно предполагает, что это киднепинг, и оповещает полицию и газеты. Элизабет и Джефферсон проводят ночь в тюрьме по ошибочному обвинению в краже лошади и саней и возвращаются на ферму утром следующего дня.
Ярдли отчитывает Элизабет за то, что она отсутствовала всю ночь, забыв о своём ребёнке. Уставшая от последних событий, Элизабет признаётся во всём, и разъяренный издатель увольняет её. Как будто этого было недостаточно, неожиданно туда же приезжает невеста Джефферсона Мэри Ли. Удрученная Элизабет уходит, чтобы упаковать свои вещи и покинуть ферму.
Тем временем Феликс узнает, что Мэри Ли вышла замуж за другого и должна разорвать помолвку, и раскрывает это Джефферсону. Он также заманивает Ярдли на кухню запахом готовки и преподносит тому историю о якобы предложениях Элизабет работы от конкурирующего журнала, и Ярдли решает нанять её обратно с повышением зарплаты. Сборы Элизабет прерываются сначала Ярдли, а затем Джефферсоном — который сначала дразнит её, но потом предлагает ей пожениться и получает её согласие.

## В ролях
| Актёр               | Роль                                 |
| ------------------- | ------------------------------------ |
| Барбара Стэнвик     | автор колонки рецептов Элизабет Лейн |
| Деннис Морган       | военный моряк Джефферсон Джонс       |
| Сидни Гринстрит     | издатель журнала Александер Ярдли    |
| Реджинальд Гардинер | Джон Слоан                           |
| С. З. Сакалл        | Феликс Бассенак                      |
| Роберт Шейн         | Дадли Бичем                          |
| Уна О’Коннор        | Нора                                 |
| Фрэнк Дженкс        | Синкевич                             |
| Джойс Комптон       | Мэри Ли                              |
| Дик Эллиотт         | судья Кроузерс                       |